# Норрбю
Но́ррбю (ест. Norrby küla, швед. Norrby) — село в Естонії, у волості Вормсі повіту Ляенемаа.

## Населення
Чисельність населення на 31 грудня 2011 року становила 11 осіб.

## Географія
Норрбю розташоване в північно-східній частині острова Вормсі.
Через село проходить автошлях 16131.

## Історія
До 1977 року населений пункт існував як село Норрбю (Norrby küla). Під час адміністративної реформи 1977 року село перейменували в Норбі (Norbi küla). З січня 1998 року селу повернули історичну шведську назву Норрбю.